# VLS-1
VLS-1은 브라질이 개발 중인 우주발사체이다. 한때 대한민국의 KSLV-I 우주발사체와 경쟁 구도에 있었다. 브라질의 발사체 기술 수준은 러시아, 미국, 중국, 인도에 이은 세계 5위권으로 평가받고 있다.

## 제원
- 길이: 19.5 m
- 직경: 1.01 m
- 중량: 50,700 kg
- 단수: 3단 고체로켓
- LEO: 380 kg
- 발사횟수: 2회
- 실패횟수: 2회
- 발사장소: 알칸타라 발사 센터

브라질은 대부분의 로켓 실험을 북서부 마한하오주의 알칸타라 발사 센터(CLA)에서 하고 있다. 이 프로젝트도 역시 알칸타라 기지에서 수행중이다. 적도에 매우 가깝다.

## 역사
VLS-1 개발은 1984년에 손다 4호 로켓을 발사한 이후부터 시작되었다.
- 1985년 12월 1일 - VLS-R1 VLS-R1 발사 실패. 최고고도 10 km.
- 1989년 5월 18일 - VLS-R1 VLS-R2 최고고도 50 km.

미국은 VLS-1의 계획과 관련하여, 브라질의 상당히 진척된 핵개발과 더불어 진행되는, 탄도 미사일 개발에 대해 상당히 우려하였다. 미국의 우주 기술에 대한 규제는 브라질의 VLS 계획을 중단하게 만들었다. 이러한 미국과의 긴장관계는 브라질이 러시아 유럽 중국등과 협력하게 되는 계기가 되었고, 예를 들어, 1995년 10월 브라질은 러시아가 알칸타라 공군기지에서 로켓 발사를 하는 것을 허용하였다.
브라질의 우주개발은 원래 군부가 담당했다. 그러나 1994년 2월 10일 브라질우주국 AEB가 신설되면서 민간으로 전환되었다.
이타마르 프랑쿠 브라질 대통령은 1994년 2월 10일 브라질 우주국 AEB(Agência Espacial Brasileira, Brazilian Space Agency)를 설립하는데 사인하였다. 다음날인 1994년 2월 11일 브라질은 MTCR 가이드라인을 준수할 것이라고 선언했다.

## VSB-30
2007년 7월 23일 브라질 항공우주국(AEB)은 "낮 12시 12분 북부 마라냥주 알칸타라 우주발사센터(CLA)에서 탐사용 우주로켓 VSB-30(Sounding Vehicle Booster-30)을 발사하는 데 성공했다”고 밝혔다. 길이 12ｍ의 VSB-30 로켓은 2000년 중반부터 AEB가 러시아 및 독일 등과의 협력 아래 개발해왔다.
이번 로켓은 23일 현지 시간으로 오후 1시 30분에 리오 데 자네이루에서 2700km떨어진 알칸타라의 기지에서 성공적으로 발사되어 현재 궤도권에 진입했다. VSB-30은 두 대의 조사 인공위성을 싣고 있다. VSB-30 로켓은 추력 102kN, 중량 2,657kg으로 407kg의 화물을 260km 고도에 올릴 수 있다. 그러나 궤도를 도는 인공위성은 아니며 서브오비탈 로켓이다. 6분 정도 체공한다.
브라질과 러시아는 2008년 4월 15일 최신예 전투기와 위성발사 로켓을 공동 개발하는 협정을 체결했다.

## 발사기록
VLS-1 로켓은 총 3번 발사를 시도했으나 모두 실패했다. 4번째 발사를 시도할 예정되어 있었으나 2016년 계획이 취소되었다.
| # | 사진 | 일련번호 | 화물   | 발사일           | 발사장소 | 결과 | 비고                        |
| - | ---- | -------- | ------ | ---------------- | -------- | ---- | --------------------------- |
| 1 |      | VLS-1 V1 | SCD-2A | 1997년 1월 2일   | CLA      | 실패 | Destruído no Lançamento     |
| 2 |      | VLS-1 V2 | SACI 2 | 1999년 11월 11일 | CLA      | 실패 | Destruído no Lançamento     |
| 3 |      | VLS-1 V3 | SATEC  | 2003년 8월 22일  | CLA      | 실패 | 발사기지 폭파됨. 21명 사망. |
| 4 |      | VLS-1 V4 | 취소   | 2016년 취소      |          |      |                             |

### VLS-1 V03
2003년 8월 22일 VLS-1 V03 로켓을 발사하려고 했으나, 발사기지가 폭발해 21명이 숨지는 사고가 발생했다. 발사일을 3일 앞두고 있었다. 사고원인으로는 로켓에 장착된 4개의 모터 중 하나에 붙은 불이 폭발로 이어졌으며, 발사지지대가 붕괴해 최소 16명이 사망하고 20여명이 중상을 입었다. 브라질은 70년대 군사정권 시대때부터 라틴아메리카 최초의 우주국가가 되기 위해 로켓 개발에 박차를 가해왔으며, 지난 97년과 99년에도 로켓발사에 실패한 적이 있다.

### VLS-1 V04
현재 VLS-1 계획은 다음과 같다:
- 2010년 - 지상실험로켓의 전기 테스트
- 2010년 - VLS-XVI 01 / VLS-1B (only first two stages active)
- 2011년 - VLS–VT 01 (4번의 1단 엔진 연소 실험, 2단 3단의 분리실험)
- 2012년 - VLS–VT 02 (로켓 실험 완료)
- 2016년 - VLS-1 V4 (취소)

## 개발

### VLS-2
VLS-2도 동시에 진행 중이다. 이 프로젝트는 알파라고 불리고 있다. 정지궤도까지 발사할 수 있는 중형 로켓이다.

### VLM
VLM (Veículo Lançador de Microssatélite)이 연구되고 있다. 100 kg의 작은 위성을 LEO에 올리는 로켓이다.

## 세계 10위 경쟁
남북한은 각각 자력으로 인공위성을 쏘아올린 열 번째 나라가 되기 위해 브라질과 각축전을 벌이고 있다. 

## 같이 보기
- 나로호
- 추력별 로켓 목록